# Jean-Marcel Champion
Jean-Marcel Champion, né le 23 octobre 1939 à Pontoise et mort le 3 octobre 1996 dans la même ville, est un universitaire et syndicaliste français

## Carrière universitaire
Né le 23 octobre 1939 à Pontoise (Val d'Oise), il effectue ses études primaires à l'école privée Saint-Benoit-de-Pontoise jusqu'au cours complémentaire, puis ses études secondaires à l'école Saint-Martin-de-France. Il obtient son baccalauréat de philosophie en 1957, et l'agrégation d'histoire en 1970, il est professeur à Argenteuil puis à Pontoise de 1970 à 1972, puis professeur assistant à la Sorbonne de 1972 à 1980, professeur au lycée Kastler de Cergy de 1980 à 1988, enfin détaché à l'École Pratique des Hautes Études de 1988 à 1996.

## Publications
Jean-Marcel Champion est l'auteur de nombreux articles dans le Bulletin de la Société Historique de Pontoise. Il a collaboré à L'Encyclopaedia universalis et au Dictionnaire Napoléon publié chez Fayard en 1989. Il a rédigé le catalogue de l'exposition, Pontoise du XVIIe siècle au début du XXe : par la peinture, le dessin et l'estampe : Musée de Pontoise, 27 mai-30 septembre 1978. Il a préfacé l'ouvrage de Henri Mézière Le Général Leclerc : 1772-1802, et l'expédition de Saint-Domingue, Paris, Tallandier, 1990.

## Activité syndicale
Adhérent du SNALC de 1970 à 1996, il est en élu membre du Bureau National de 1971 à 1996 puis vice-président de 1975 à 1996. Membre du Bureau de la CSEN de 1984 à 1996 il en secrétaire général de 1992 à 1996.
Jean Marcel Champion fut membre du jury du prix du livre d'histoire Jules Michelet, avec, entre autres, Jean Tulard, Jacques Dupâquier, André Castelot, Roland Françoise, prix décerné par la ville de Pontoise.
Jean-Marcel Champion meurt le 3 octobre 1996, il a été fait officier des palmes académiques à titre posthume